# Parachanna insignis
Parachanna insignis ist ein Süßwasserfisch aus der Familie der Schlangenkopffische und kommt vom Kouilou in der Republik Kongo, im Stromgebiet des Ogooué in Gabun und im Einzugsbereich des Kongos vor. Im Ogowe und in einigen Regionen des Kongobeckens lebt die Art sympatrisch mit Parachanna obscura.

## Merkmale
Parachanna insignis erreicht eine Maximallänge von 53,2 cm und hat den für Schlangenkopffische typischen langgestreckten, sich nach hinten etwas verjüngenden Körper mit langer Rücken- und Afterflosse. Der Kopf ist abgeflacht und mit relativ großen Schuppen bedeckt (größer als die Körperschuppen). Der Unterkiefer des Raubfisches steht etwas vor und ist mit vier bis fünf gut entwickelten Fangzähnen bestückt. Die Augen befinden sich an den Kopfseiten und sind relativ groß. Rücken- und Afterflosse haben keinen Kontakt zur abgerundeten, am Ende leicht zugespitzten Schwanzflosse.
- Flossenformel: Dorsale 40–44, Anale 27–31.[1][2]
- Seitenlinienschuppen 73–86, Querreihenschuppen 25–33, 7–10 Schuppen oberhalb der Seitenlinie und 16–22 unterhalb der Seitenlinie.[1][2]

Parachanna insignis ist hellbraun gefärbt und zeigt an den Körperseiten fünf bis sieben große, dicht zusammenstehende dunkelbraune Flecken. Kleinere, oft zusammenhängende Flecken befinden sich unterhalb der Rückenflossenbasis und auf der Bauchseite. Ein kleinerer dunkler Fleck ist oft auf der Schwanzflossenbasis zu sehen. Auf den Flossen sind mehr oder weniger deutlich ausgeprägte schräge, dunkle Streifen sichtbar.

## Lebensweise
Über die Lebensweise von Parachanna insignis ist kaum etwas bekannt. Die Art kommt in Flüssen, Seen und Bächen vor. Sie ist anscheinend weitgehend piscivor, ernährt sich also von anderen Fischen. Bei Magenuntersuchungen bei neun Exemplaren fand man Überreste der Gattungen Pelmatochromis, Tilapia, Hemichromis und Xenomystus sowie nicht weiter bestimmte Teile von Karpfenfischen und anderen Fischgruppen.

## Belege
1. 1 2 3 4 5  Melanie L. J. Stiassny, Guy G. Teugels, Carl D. Hopkins: The Fresh and Brackish Water Fishes of Lower Guinea, West-Central Africa. Band 2. Muséum national d’histoire naturelle / Musée royal de l’Afrique Centrale, Paris / Tervuren 2007, ISBN 978-90-74752-21-3, S. 241–243 (PDF; 11,3 MB).
2. 1 2 3  Parachanna insignis auf Fishbase.org (englisch)
3. ↑  Walter R. Courtenay, Jr., James D. Williams: Snakeheads (Pisces, Channidae) — A Biological Synopsis and Risk Assessment. U.S. Geological Survey circular, 2004, ISBN 0-607-93720-3, S. 123 u. 124.